# Baracoa

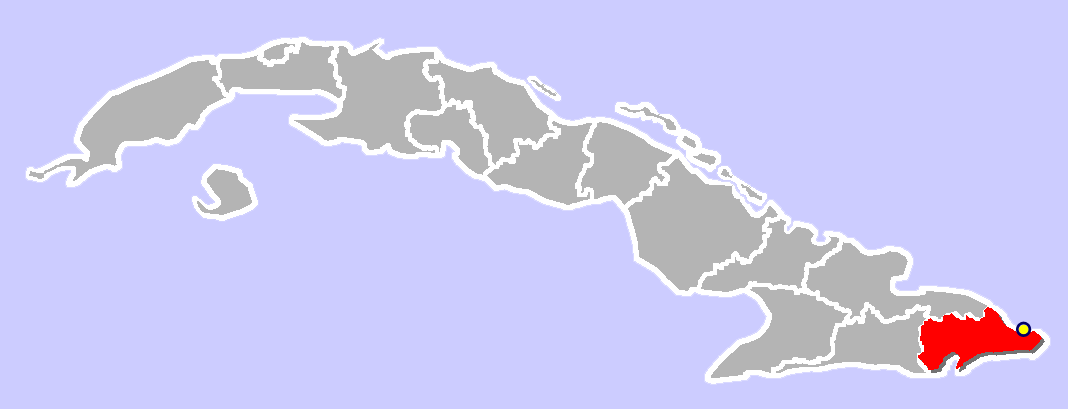

Baracoa é uma cidade de província de Guantánamo situada no extremo leste de Cuba. Ela foi fundada pelo primeiro governador de Cuba, o conquistador espanhol Diego Velázquez de Cuéllar em 1511, o que faz dela a mais antiga cidade da ilha e sua primeira capital. 

## Economia
Os principais produtos agrícolas da região são banana, coco e cacau. É a principal área de produção de chocolate.